# Gällivare
Gällivare (Jällivaara en finnois, Jellivaara en meänkieli, Jiellevárri et Váhčir en same) est une localité de Suède, chef-lieu de la commune du même nom, dans le comté de Norrbotten, à l'extrême nord du pays. 10 402 personnes y vivent.

## Géographie
La ville est située environ 50 km au nord du cercle polaire. Gällivare se trouve au terminus de l'Inlandsbanan, la ligne de chemin de fer qui relie Kristinehamn à Gällivare par l'intérieur du pays. Elle se trouve aussi sur le parcours de la ligne de chemin de fer joignant Luleå à Narvik en passant par Kiruna. Gällivare se trouve à proximité de Malmberget.

## Sport
En dehors de Gällivare se trouve la station de ski Dundret, qui est équipée de six remontées mécaniques et de dix pistes damées, ainsi que d'un centre de conférences et d'un hôtel. La saison de ski s'étend de fin octobre à début mai. La ville a accueilli plusieurs épreuves de la Coupe du monde de ski alpin et de ski de fond. Les championnats du monde junior de ski nordique y ont notamment eu lieu en 1995.

## Climat
Comme on peut s'y attendre compte tenu de sa haute latitude, Gällivare a un climat plutôt froid. Selon la classification climatique de Köppen, il est classé comme climat subarctique. Les hivers sont très rigoureux selon les normes scandinaves, mais sont quelque peu modérés par l'air marin de l'Atlantique Nord et certaines villes des grandes plaines nord-américaines beaucoup plus au sud, comme Winnipeg et Grand Forks, à moins de 50 degrés de latitude, ont des moyennes de janvier plus froides que celles de Gällivare. La température hivernale varie beaucoup en raison de l'emplacement entre la haute mer et la grande masse terrestre couverte de neige, et peut être de -30 °C un jour et de 0 °C le lendemain.
Gällivare connaît le soleil de minuit pendant une période importante de l'été, mais en raison de sa proximité avec le cercle polaire au sud, on peut apercevoir la lumière du jour même pendant le solstice d'hiver. En raison du soleil de minuit et de sa position à l'intérieur des terres, les températures peuvent parfois devenir chaudes en été, avec un maximum historique de 34,5 °C.

## Personnalités

### Nées à Gällivare
- Thomas Fogdö (1970-), skieur alpin suédois
- Andreas Alm (1973-), footballeur puis entraîneur suédois

## Galerie

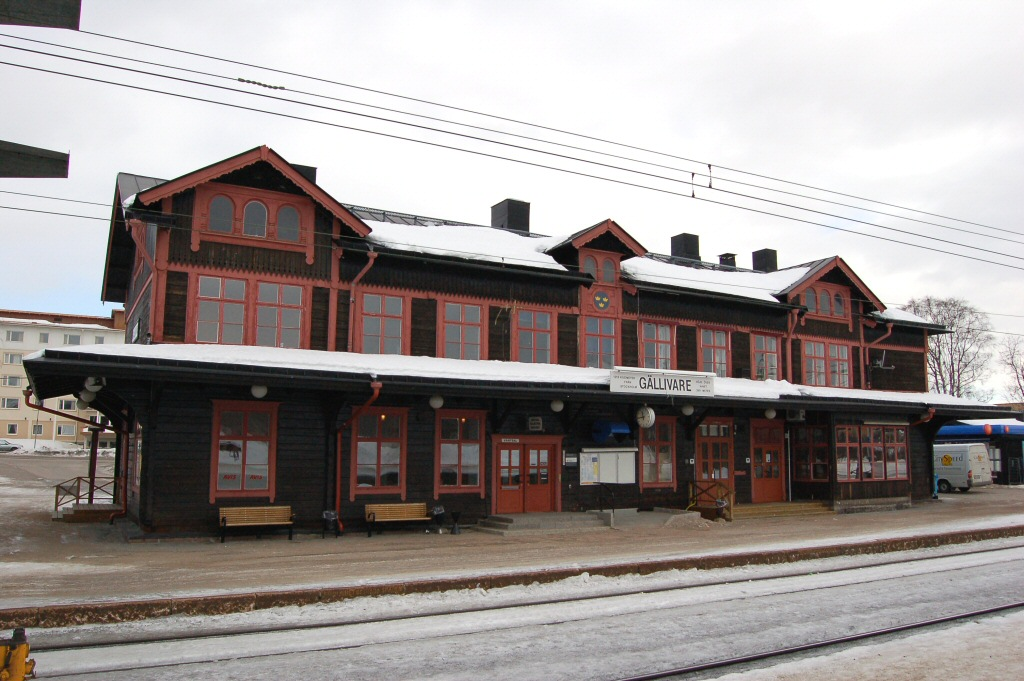
La gare de Gällivare.
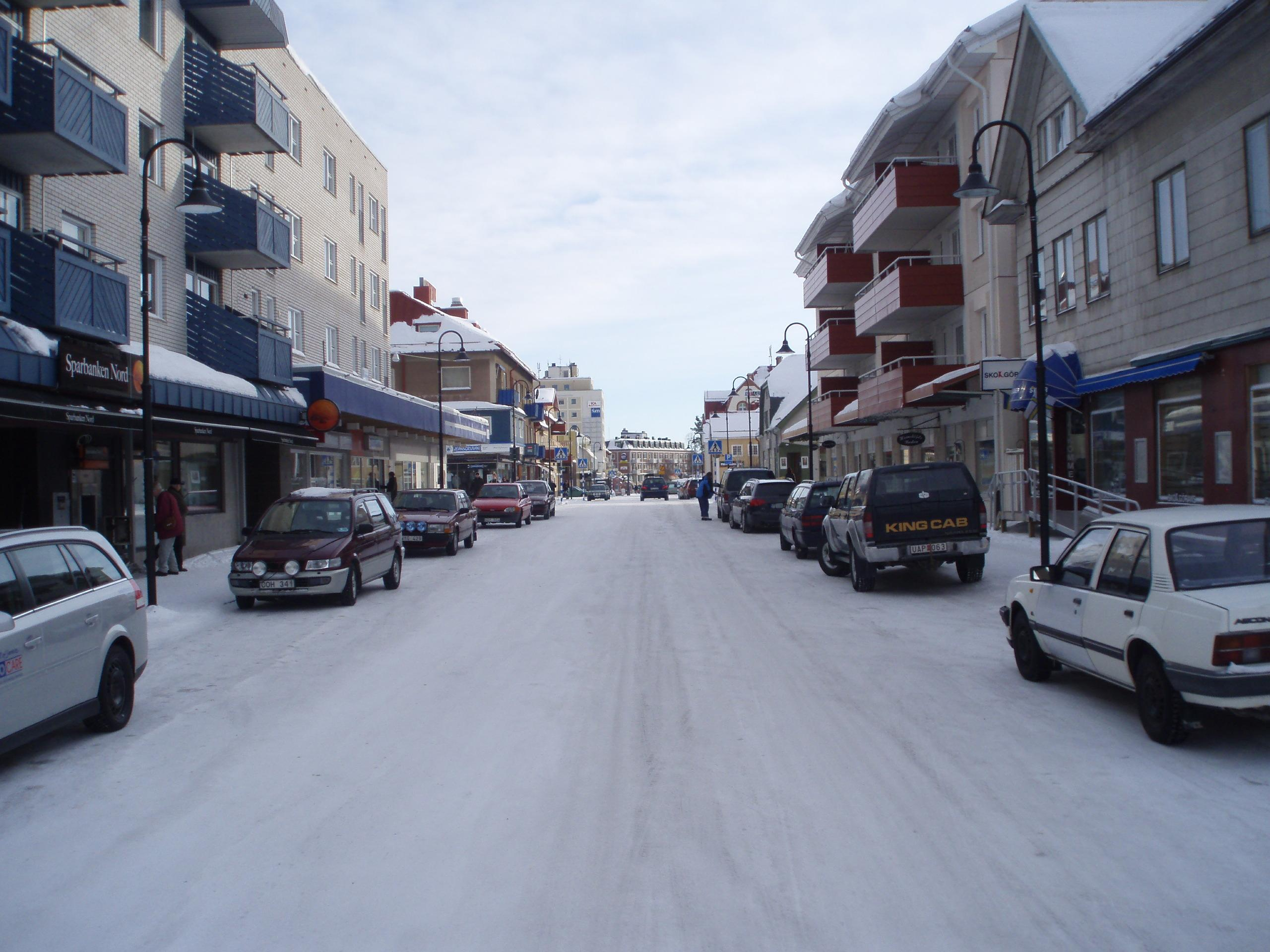
Rue principale de Gällivare.